# 高梨站
高梨站（日语：／ Takanashi eki */?）是位於新潟縣小千谷市高梨，日本國有鐵道（國鐵）的魚沼線車站（廢站）。隨著魚沼線廢線，車站在1984年（昭和59年）4月1日廢除。

## 歷史
- 1911年（明治44年）9月14日 - 魚沼鐵道開業，高梨停留所啟用[1]。當時為客運車站，可處理行李。
- 1912年（明治45年）7月23日認可 - 變更為停車場。
- 1922年（大正11年）
  - 6月15日 - 魚沼鐵道被國有化，成為國有鐵道的魚沼輕便線車站[2]。
  - 9月2日 - 路線改名為魚沼線[3]
- 1944年（昭和19年）10月16日 - 魚沼線被指定為不要不急線，此站暫停營業[4]。
- 1954年（昭和29年）8月1日 - 魚沼線重開，同時使用新路軌。此站重開。同時結束處理行李，變成無人車站。
- 1984年（昭和59年）4月1日 - 魚沼線全線廢除，此站也變成廢站[5]。

## 車站構造
截至車站廢除前，車站是一座地面車站，設有1面1線的單式月台。

## 相鄰車站
日本國有鐵道
魚沼線
片貝－高梨－小粟田
- 在1913年（大正2年）至1914年（大正3年）之間，此站與片貝站之間設有池津站（貨運車站）。

## 注腳
1. ↑  . dl.ndl.go.jp.   [2022-02-03]. （原始内容存档于2022-02-05） （日语）.
2. ↑  「鉄道省告示第59.60号」《官報》1922年6月10日（國立國會圖書館數碼化收藏）
3. ↑  「鉄道省告示第109号」《官報》1922年9月2日（國立國會圖書館數碼化收藏）
4. ↑  「運輸通信省告示第483号」《官報』1944年10月5日（國立國會圖書館數碼化收藏）
5. ↑  . 交通新聞 (交通協力会). 1984-02-02: 1 （日语）.